# Bulbophyllum brassii
Bulbophyllum brassii är en orkidéart som beskrevs av Jaap J. Vermeulen. Bulbophyllum brassii ingår i släktet Bulbophyllum och familjen orkidéer. Inga underarter finns listade i Catalogue of Life.